# Лола Флорес
Марија Долорес Флорес Руиз (шп. María Dolores Flores Ruiz; Херез де ла Фронтера, 21. јануар 1923 — Мадрид, 16. мај 1995) била је шпанска певачица, играчица и глумица.

## Професионална каријера
Лола Флорес, родом из Херез де ла Фронтера, из Шпаније, као играчица била је икона шпанске циганске културе, призната широм Шпаније, као и на међународном плану. Сама Флорес није била Циганка, али се снажно идентификовала са Ромима и њиховом културом и на крају се и удала у Гитано породицу. Она је, међутим, признала да јој је речено јој је деда био ромског порекла. Постала је позната плесачица и певачица андалузијског фолклора, укључујући фламенко и друге националне плесове, у врло младој доби.
Њен филмска каријера је трајала у периоду од 1939. до 1987. године. Највећи успех у фолклору је доживела у наступајући са Манолом Караколом, који је био њен партнер за плес до 1951. године. Лола је позната и под називом Ла Фараона.

## Приватни живот
Лола Флорес била је најстарије дете од троје деце, у шпанском граду Херез де ла Фронтера. Њен отац је био власник бара, а мајка се бавила кројењем.
Са 16 година је први пут наступала у свом родном граду, да би велику славу стекла преселивши се у Мадрид, где је ускоро потписала највећи уговор у дотадашњој историји (тада вредан 6 милиона пезета, 1950их) који је покренуо њену турнеју по Латинској Америци.
Удала се за Антониа Гонзалеза ел Пескаила 1958. године, циганског гитаристу из Барселоне. Имали су троје деце и сви су се бавили глумом и музиком, Лолита, Антонио и Розарио.
Лола Флорес је умрла од рака дојке 1995. године, у 72. години живота, а сахрањена је на највећем гробљу у Мадриду (Cementerio de la Almudena). Убрзо након њене смрти, њен 33-годишњи син Антонио је пао у депресију и починио самоубиство предозирањем. Сахрањен је покрај своје мајке.
Године 2007, снимљен је биографски филм, Lola, la película, који описује њен ран живот, од 1931. до 1958. године.